# Velizar Simeonovski
Velizar Simeonovski (bulgarisch Велизар Симеоновски; * 14. Februar 1968 in Borovan, Oblast Wraza, Bulgarien) ist ein in den Vereinigten Staaten lebender Tierzeichner und Zoologe aus Bulgarien. Sein Hauptinteresse gilt der Paläokunst, der wissenschaftlichen Illustration und künstlerischen Rekonstruktion ausgestorbener Tierarten sowie die Visualisierung urzeitlicher Landschaften. Simeonovski nutzt Computerprogramme zur Erstellung seiner Zeichnungen. Er ist verheiratet und hat zwei Söhne. Seit 2003 arbeitet er für das Field Museum of Natural History in Chicago, Illinois.

## Leben
1987 erlangte Simeonovski seinen Abschluss am Nationalen Gymnasium für angewandte Kunst „St.Luka“ in Sofia. Von 1989 bis 1995 absolvierte er ein Studium der Wirbeltierzoologie an der Universität Sofia, wo er mit einer Arbeit über die Aspekte von Wildkatzen und verwilderten Hauskatzen zum Master of Science graduierte.
Simeonovskis wissenschaftliche Interessen konzentrieren sich auf die Rekonstruktion der äußeren Eigenschaften fossiler Säugetiere, darunter Fellhaare, Fellfärbung und Fellmuster, das Kopfhaar, Mähnen und Halslappen. Ferner studiert er die Anatomie, die Entwicklung, die Vererbung, die Evolution, die adaptiven Eigenschaften und die Variation von Säugetieren. Auch die prähistorische und antike Kunst nutzt er als Quellen für zoologische Informationen.
2010 wirkte Simeonovski an der künstlerischen Gestaltung der Ausstellung Mammoths and mastodons : titans of the Ice Age im Field Museum of Natural History in Chicago mit und 2011 war er als Illustrator am Werk Les petits mammifères de Madagascar : guide de leur distribution, biologie et identification von Voahangy Soarimalala und Steven M. Goodman beteiligt. 2014 gestaltete er gemeinsam mit William L. Jungers und Steven M. Goodman die Ausstellung Extinct Madagascar: Picturing the Island’s Past über die fossile und subfossile Fauna Madagaskars im Field Museum of Natural History, zu der auch ein gleichnamiges Buch erschien. 2016 illustrierte Simeonovski das Buch Horned Armadillos and Rafting Monkeys: The Fascinating Fossil Mammals of South America von Darin A. Croft über die fossile Säugetierfauna des Känozoikums in Südamerika. Im selben Jahr gehörte er zum Illustratorenteam des Werks The Mammals of Luzon Island. Biogeography and Natural History of a Philippine Fauna von Lawrence R. Heaney, Danilo S. Balete und Eric A. Rickart.

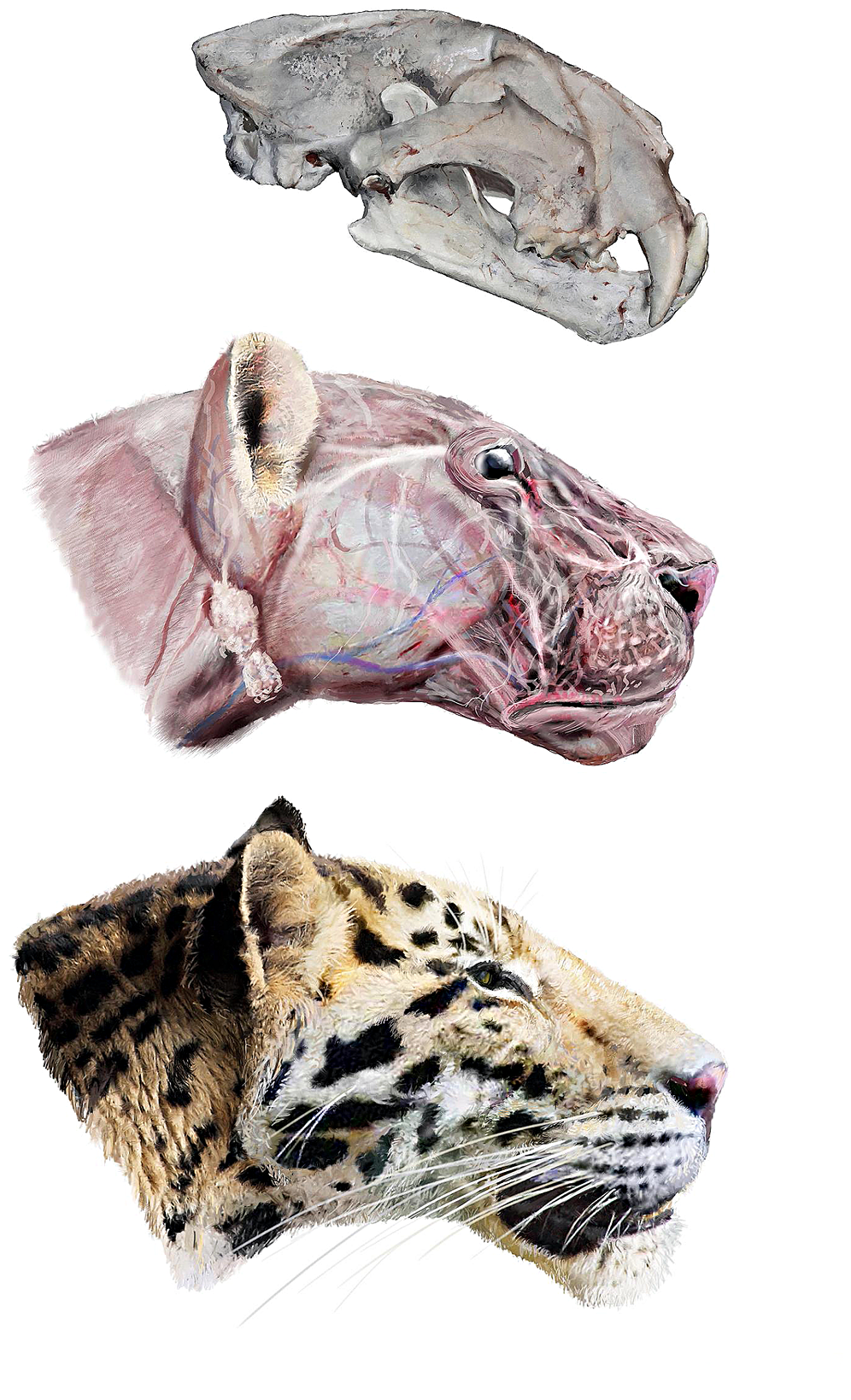
Rekonstruktion von Panthera zdanskyi, illustriert von Velizar Simeonovski für das Journal PLoS ONE im Jahr 2011

Auch für wissenschaftliche Erstbeschreibungen fertigte Simeonovski Illustrationen und künstlerische Rekonstruktionen an, darunter 2011 für Panthera zdanskyi, im selben Jahr für die Tsingyralle, 2015 für Yoshi garevskii und 2016 für Calciavis grandei. 2011 beschrieben Lawrence R. Heaney und sein Team sieben neue Arten der Mäusegattung Apomys von den philippinischen Inseln Luzon und Mindoro, zu denen Simeonovski die Illustrationen lieferte.